# 諾布赫德山
77°55′S 161°34′E / 77.917°S 161.567°E
諾布赫德山是南極洲的山峰，位於維多利亞地，處於庫克里山西端以以南，海拔高度2,400米，該山峰由英國的探險隊發現，現時由南極條約體系管理。